# Alojas novads
Alojas novads was tussen 2009 en medio 2021 een gemeente in Vidzeme in het noorden van Letland. Het bestuurscentrum was Aloja.
De gemeente ontstond in 2009 na een herindeling, waarbij de stadjes Aloja en Staicele met omliggend gebied en de landelijke gemeenten Braslava en Brīvzemnieki werden samengevoegd.
Op 1 juli 2021 ging Alojas novads, samen met de gemeente Salacgrīvas novads en de bestaande gemeente Limbažu novads op in de nieuwe gemeente Limbažu novads.
Het aantal inwoners, 6152 in 2009, was in 2016 afgenomen tot 5270 en in 2018 tot 5004. De bevolking bestond in dat jaar voor 89% uit Letten, 4% Russen, 2% Roma en 1,5% Wit-Russen.
Steden van de Republiek (republikas pilsētas):

Daugavpils · Jēkabpils · Jelgava · Jūrmala · Liepāja · Rēzekne · Riga · Valmiera · Ventspils

Gemeenten (novadi):

Aglona · Aizkraukle · Aizpute · Aknīste · Aloja · Alsunga · Alūksne · Amata · Ape · Auce · Ādaži · Babīte · Baldone · Baltinava · Balvi · Bauska · Beverīna · Brocēni · Burtnieki · Carnikava · Cēsis · Cesvaine · Cibla · Dagda · Daugavpils · Dobele · Dundaga · Durbe · Engure · Ērgļi · Garkalne · Grobiņa · Gulbene · Iecava · Ikšķile · Inčukalns · Ilūkste · Jaunjelgava · Jaunpiebalga · Jaunpils · Jēkabpils · Jelgava · Kandava · Kārsava · Kocēni · Koknese · Krāslava · Krimulda · Krustpils · Kuldīga · Ķegums · Ķekava · Lielvārde · Līgatne · Limbaži · Līvāni · Lubāna · Ludza · Madona · Mālpils · Mārupe · Mazsalaca · Mērsrags · Naukšēnu · Nereta · Nīca · Ogre · Olaine · Ozolnieki · Pārgauja · Pāvilosta · Pļaviņas · Preiļi · Priekule · Priekuļi · Rauna · Rēzekne · Riebiņi · Roja · Ropaži · Rucava · Rugāji · Rundāle · Rūjiena · Salacgrīva · Sala · Salaspils · Saldus · Saulkrasti · Sēja · Sigulda · Skrīveri · Skrunda · Smiltene · Stopiņi · Strenči · Talsi · Tērvete · Tukums · Vaiņode · Valka · Varakļāni · Vārkava · Vecpiebalga · Vecumnieki · Ventspils · Viesīte · Viļaka · Viļāni · Zilupe

- Nationale Bibliotheek van Letland: 000138988
- Virtual International Authority File: 305088698